# (17891) Buraliforti
(17891) Buraliforti (1999 EA) – planetoida z grupy pasa głównego asteroid okrążająca Słońce w ciągu 4,07 lat w średniej odległości 2,55 j.a. Odkryta 6 marca 1999 roku.